# ウラジーミル・ナボコフ
ウラジーミル・ウラジーミロヴィチ・ナボコフ（ロシア語:Владимир Владимирович Набоков 発音 [vlɐˈdʲimʲɪr nɐˈbokəf] ( 音声ファイル)ヴラヂーミル・ヴラヂーミラヴィチュ・ナボーカフ、英語:Vladimir Vladimirovich Nabokov [nəˈbɔːkəf, ˈnæbəˌkɔːf, -ˌkɒf], 1899年4月22日（ユリウス暦4月10日） - 1977年7月2日）は、帝政ロシアで生まれ、ヨーロッパとアメリカで活動した作家・詩人。少女に対する性愛を描いた小説『ロリータ』で世界的に有名になる。昆虫（鱗翅目）学者、チェス・プロブレム作家でもある。アメリカ文学史上では、亡命文学の代表格の一人である。ウラジミールまたはヴラジーミル･ナボコフと表記されることもある。

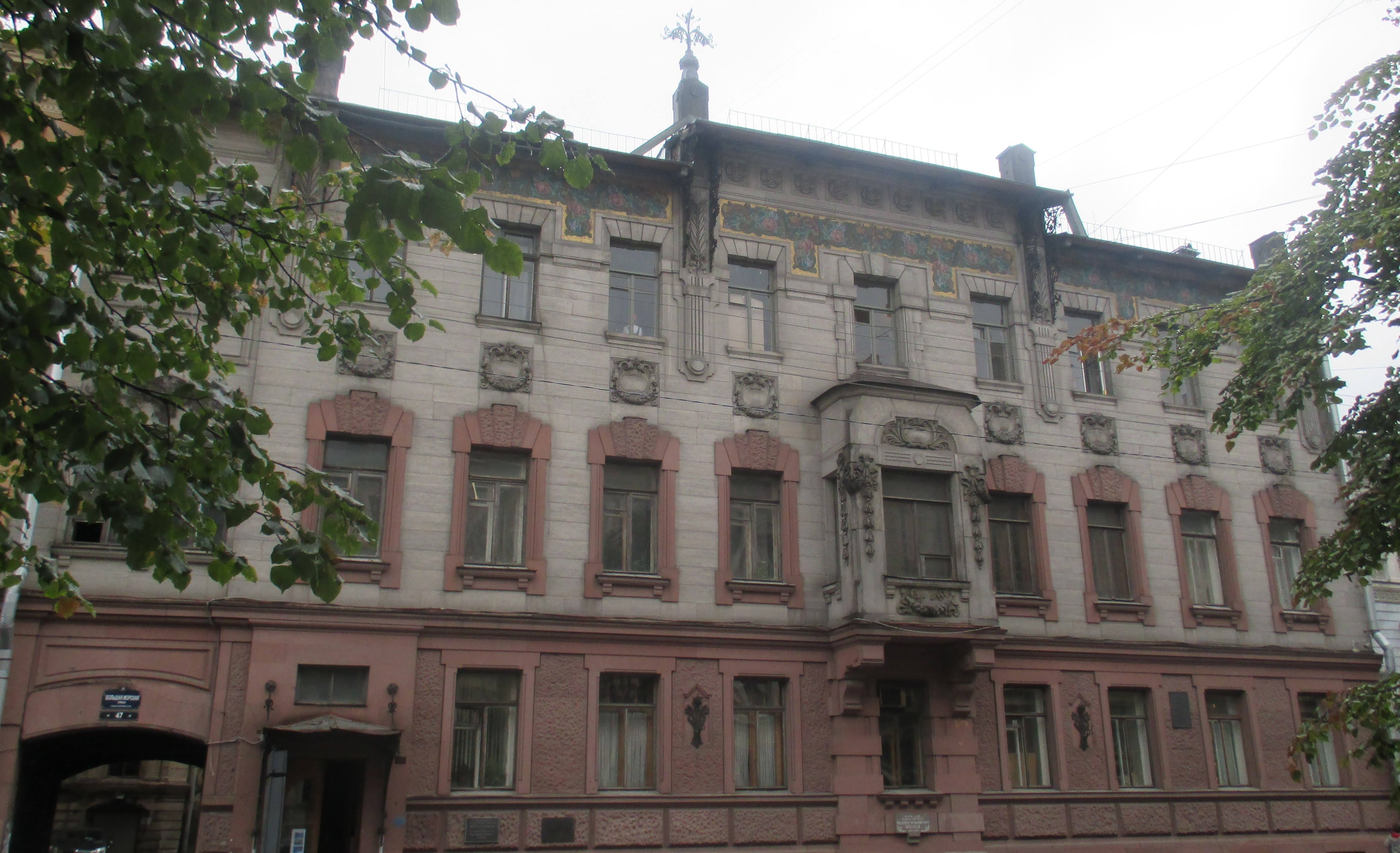
ナボコフが1917年まで暮らした生家。サンクトペテルスブルクのモルスカヤ通り47番地。1階がナボコフ博物館として公開されている。

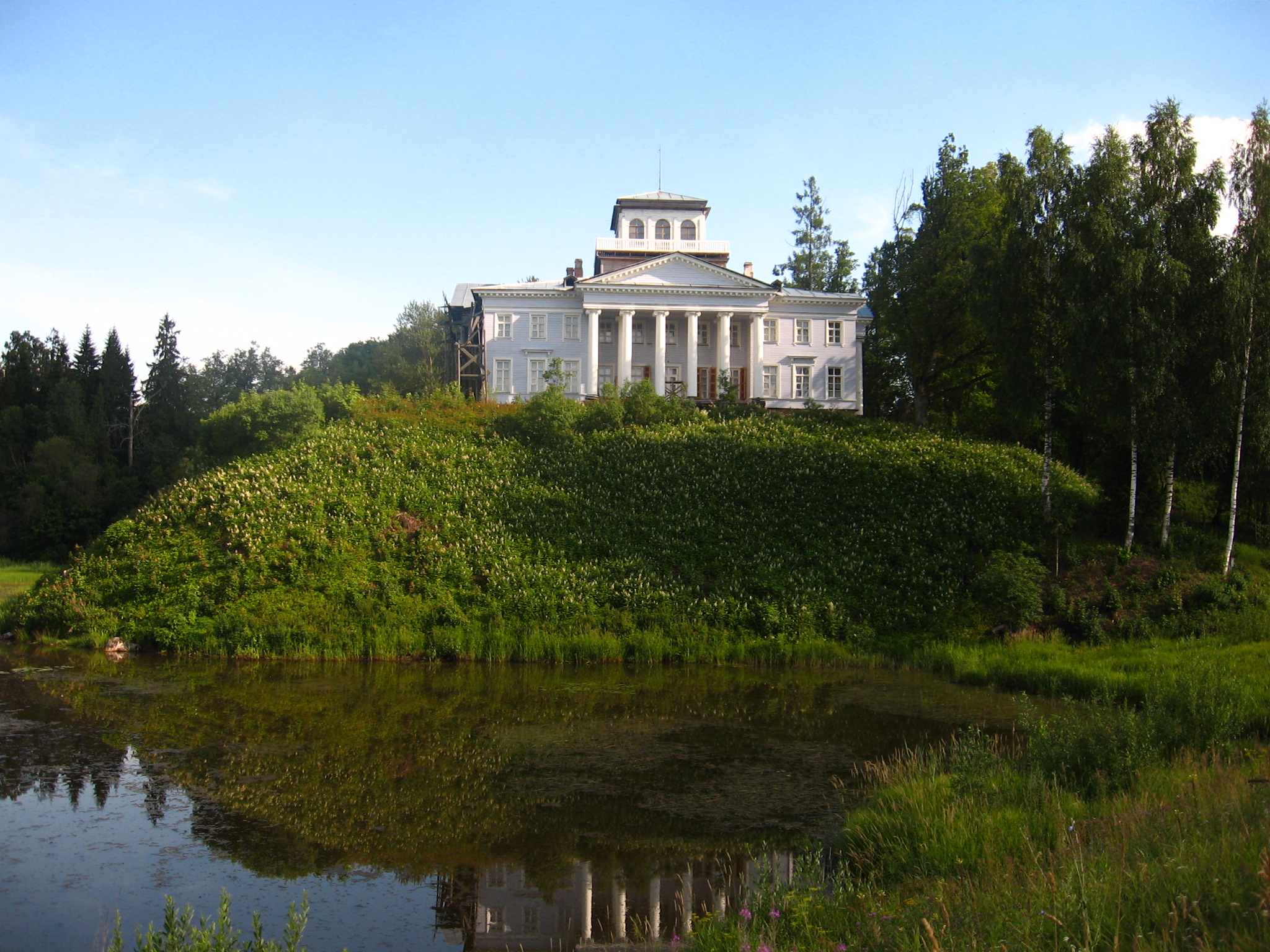
ロシア時代、避暑に毎年訪れた一家の別荘。初めての恋人タマラ（Valentina Shulgina）と会ったのもこの家。文化財として保存され、ナボコフ記念館として公開されている

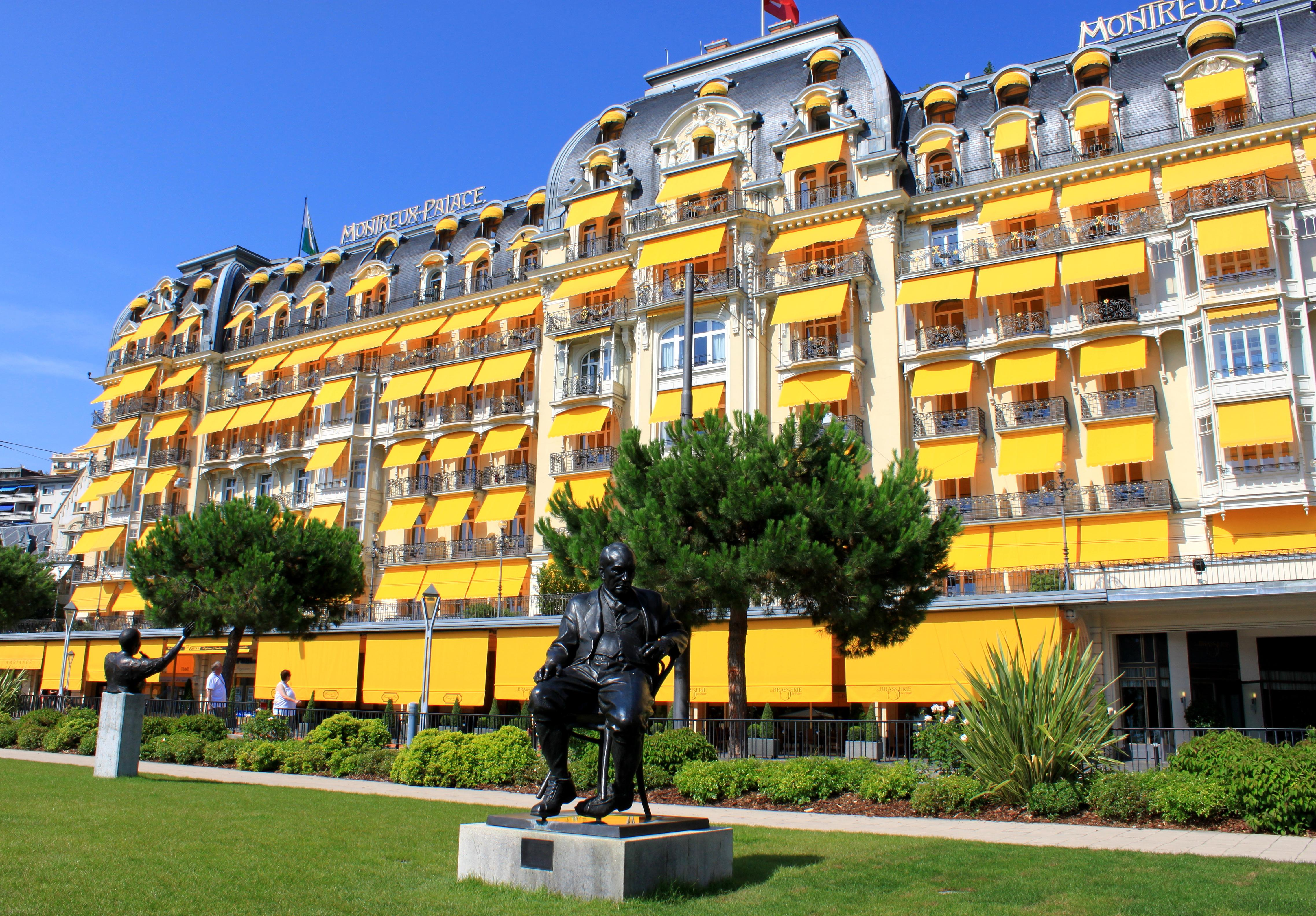
1961年から亡くなるまでモントルー・パレスというホテルで暮らした。6階にナボコフの部屋がある。

## 経歴
ロシア帝国のサンクトペテルブルクで貴族の家に長男として生まれた。50人の使用人に囲まれ、非常に裕福な環境で育った。ロシア革命後、1919年に西欧へ亡命する。同年、トリニティ・カレッジ (ケンブリッジ大学)に入学、動物学やフランス語を専攻し、サッカーチームのゴールキーパーも務めた。1922年に大学卒業後、ロシア移民が多く住むベルリンに落ち着いていた家族と合流。同年、父親が暗殺される。文筆や教師などの仕事を始め、1925年に、同じくベルリンに亡命していたユダヤ系ロシア人のヴェラと結婚、1934年には息子ドミトリをもうけた。パリの生活を経て1940年に渡米、1945年にアメリカに帰化した。
ロシア時代より詩を書き始め、ベルリン、パリで「シーリン」の筆名でロシア語小説を発表、ロシア亡命文学界において高い評価を受ける。パリ時代の終わりから英語で小説の執筆を始める。渡米後はコーネル大学等でロシア文学・ヨーロッパ文学を講ずるかたわら、英語で創作活動を続ける。『ザ・ニューヨーカー』誌に小説『プニン』（英題: Pnin）を1953年11月28日号から断続的に掲載。『プニン』はナボコフの人生とも重なり、米国に亡命したロシア人教授の悲喜劇を書いたこの傑作は、ナボコフの名を米国で有名にした。1955年に小説『ロリータ』の出版により国際的に著名な作家となり、1959年にスイスのモントルーに移住、生涯執筆活動に専念する。自作の英語作品のロシア語訳、ロシア語作品の英訳（共訳）にもたずさわった。1961年からレマン湖畔にある老舗高級ホテル「モントルー・パラス」に夫婦で暮らし、執筆の傍ら、蝶の採集やテニスにも多くの時間を割いた。
1962年には『ロリータ』がスタンリー・キューブリックの手により映画化され、自身の手で脚色を行う。スキャンダラスな内容のために作品は賛否両論だったものの大ヒットを記録し、自身もアカデミー脚色賞にノミネートされた。
鱗翅目研究者としては、ハーバード大学とコーネル大学の研究所で、シジミチョウの分類学的研究を行っていた。ナボコフが集めた約4000の蝶の標本は、前述の大学のほか、アメリカ自然史博物館、ローザンヌのスイス動物学博物館、サンクトペテルブルクのナボコフ博物館に寄贈されている。
また趣味でチェス・プロブレムを作成しており、『Poems and Problems』や『ディフェンス』などチェスに関連した作品を複数残している。一方でナボコフにとって音楽は、いらいらする音の連続にすぎず、音楽不能症（失音楽症）で前頭葉のある部分の結合が欠けているという。

### 家族
父ウラジーミル・ドミトリエヴィチ・ナボコフはロシア時代、自由主義派の有力な政治家だったが、ベルリンに亡命後、政治集会で暗殺された。
弟セルゲイは1歳下で、同性愛と反ナチス的な言動を理由に強制収容所に送られ、ハンブルク近くの収容所で病死した。

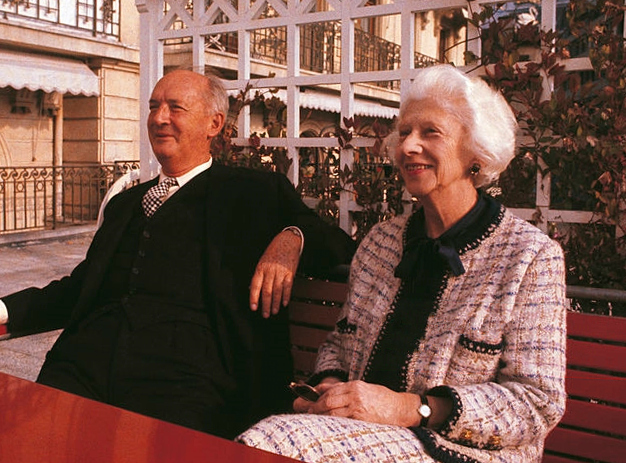
ヴェラ夫人と（1969年）

妻ヴェラ・ナボコフもユダヤ系の亡命ロシア人で、ベルリン時代に知り合い、1925年に結婚した。当時、ロシア貴族がユダヤ人と結婚するのは珍しかった。ヴェラも作家志望だったが、結婚後はナボコフの秘書役に徹した。ナボコフはすべての作品を彼女に献呈している。彼女は『青白い炎』をロシア語に翻訳した。ナボコフは青年時代から反ユダヤ主義を憎み、高校時代の親友の2人がユダヤ人だったなど、生涯にわたりユダヤ系の友人、知己が多く、晩年はロシア系ユダヤ人の複数の協会に寄付してもいた。ナボコフの曽祖父がキリスト教に改宗したユダヤ人であったとする研究もある。
息子ドミトリー・ナボコフ（1934年 - 2012年）も父の著作をロシア語から英語に、また英語からイタリア語に翻訳、父をめぐるエッセイなども著している。その他、オペラ歌手、登山家、レーシング・ドライバーとしても活躍した。

### 主な作品
代表作は『ロリータ』や『賜物』、『セバスチャン・ナイトの真実の生涯』、『青白い炎』、自伝では『記憶よ、語れ』など。小説の他にも詩・戯曲・評伝など多方面で活躍した。
翻訳者としても1923年には『不思議の国のアリス』のロシア語訳『不思議の国のアーニャ』を、1964年には約15年かけ、プーシキンの『エヴゲーニイ・オネーギン』の注釈付き英訳（本編の訳の2倍にもなる膨大な註釈）を、ボーリンゲン財団の援助で出版している。
文学的な仕掛けと含意、遊び心に富んだきわめて技巧的な作家という評価が世界的にも定着しており、その「難解」さと言語遊戯にあふれた作風にもかかわらず、（ロシア時代の作品の多くはナボコフによる英訳版からの重訳とはいえ）全ての作品が日本語訳されており、また直訳・重訳の差の問題などから複数の日本語訳書が存在する作品も少なくない。自作の英語・ロシア語翻訳も手がけ、大小を問わず改作を多く行った。特に英訳がなされたのは60才以降であるため、米国で成功するための妥協がみられる一方、共産主義を容認する西側の知識人らを揶揄する文章を加筆した作品もあり、その「翻訳」の過程で新たに生まれた／生まれ変わった作品も少なくない。

## 作品

### 長編小説（ロシア語）
- 『マーシェンカ』"Машенька (Mary)" (1926年)
  - 大浦暁生訳、新潮社 1972年、新装版1989年 - 英語版での訳書
  - 『ナボコフ・コレクション（1） マーシェンカ／キング、クイーン、ジャック』奈倉有里訳、新潮社、2017年10月 - ロシア語原典版での訳書
- 『キング、クイーン、ジャック』"Король, дама, валет (King, Queen, Knave)" (1928年)
  - 『キング、クイーン そしてジャック』出淵博訳 「世界の文学8 ナボコフ」集英社、1977年
  - 『ナボコフ・コレクション（1） キング、クイーン、ジャック』諫早勇一訳、同上
- 『ルージン・ディフェンス』"Защита Лужина" (1930年）
英訳版『ディフェンス』は1964年に刊行 - ロシア語版原題は『ルージン・ディフェンス』
  - 『ディフェンス』若島正訳、河出書房新社 1999年、新装版2008年／河出文庫、2022年7月
  - 『コレクション（3） ルージン・ディフェンス／密偵』杉本一直訳、新潮社、2018年12月
- 『目』"Соглядатай (The Eye)" (1930年)
  - 『四重奏・目』 小笠原豊樹訳、白水社 1968年、新装版1992年
  - 『コレクション（3） ルージン・ディフェンス／密偵』秋草俊一郎訳、同上
- 『青春』"Подвиг (Glory)" (1932年)
  - 渥美昭夫訳、新潮社 1974年
  - 貝澤哉訳『偉業』 光文社古典新訳文庫、2016年 - ロシア語原典版
- 『カメラ・オブスクーラ』"Камера Обскура" (1932年) - ナボコフ自身の英訳題は『闇の中の笑い』"Laughter in the Dark"
  - 川崎竹一訳『マクダ』 河出書房新社 1960年 - 仏語版での重訳
  - 篠田一士訳『マルゴ』 河出書房新社 1967年（人間の文学）。新装版（河出海外小説選） 1980年。グーテンベルク21（電子出版）、2022年 - 英語版での訳書
  - 貝澤哉訳『カメラ・オブスクーラ』 光文社古典新訳文庫 2011年 - ロシア語原典版
  - 川崎加代子訳『マクダ』 未知谷 2014年 - ロシア語原典版
- 『絶望』"Отчаяние (Despair)" (1936年)
  - 大津栄一郎訳、白水社 1969年－英語版
  - 貝澤哉訳、光文社古典新訳文庫 2013年 - ロシア語原典版
- 『断頭台への招待』"Приглашение на казнь (Invitation to a Beheading)" (1938年)
  - 富士川義之訳、集英社（世界の文学8 ナボコフ） 1977年
  - 『コレクション（2） 処刑への誘い／戯曲2篇』小西昌隆・毛利公美訳、新潮社、2018年2月
- 『賜物』"Дар (The Gift)" (1938年)
  - 大津栄一郎訳、白水社 1967年／改訳版・福武文庫（上下） 1992年 - 英語版
  - 沼野充義訳、河出書房新社〈世界文学全集 第2期・10巻〉 2010年 - ロシア語原典版
    - 『コレクション（4） 賜物／父の蝶』沼野充義・小西昌隆訳、新潮社、2019年7月
- 『魅惑者』"Волшебник (The Enchanter)" (1939年)
  - 出淵博訳、河出書房新社 1991年 - 英語版での訳書
  - 『コレクション（5） ロリータ／魅惑者』後藤篤訳、新潮社、2019年10月 - 全5巻

### 長編小説（英語）
- 『セバスチャン・ナイトの真実の生涯』"The Real Life of Sebastian Knight" (1941年)
  - 富士川義之訳、講談社 1970年／講談社文芸文庫 1999年。改訳版
- 『ベンドシニスター』"Bend Sinister" (1947年)
  - 加藤光也訳、サンリオSF文庫 1986年／みすず書房（改訳） 2001年
- 『ロリータ』"Lolita" (1955年) 登場人物ヴィヴィアン・ダークブルーム(Vivian Darkbloom)は、アナグラム（アルファベットの並べ替え）で、並べ直すとVladimir Nabokov（著者）  
  - 大久保康雄訳[注釈 2]、河出書房新社 1959年（上下）、新装版1977年ほか／新潮文庫 1980年
  - 若島正訳、新潮社 2005年／新潮文庫 2006年、解説大江健三郎
    - 『コレクション（5） ロリータ／魅惑者』新潮社、2019年。改訳版
- 『プニン』"Pnin" (1957年)
  - 大橋吉之輔訳、新潮社 1971年／文遊社 2012年
- 『青白い炎』"Pale Fire" (1962年)
  - 富士川義之訳 「筑摩世界文学大系81 ナボコフ・ボルヘス」筑摩書房 1984年
　各・改訳版：ちくま文庫 2003年／岩波文庫 2014年
  - 森慎一郎訳『淡い焔』 作品社 2018年。註釈・索引付き
- 『アーダ』"Ada or Ardor" (1969年)
  - 斎藤数衛訳、早川書房（上下） 1977年
  - 若島正訳、早川書房（新訳版 上下） 2017年
- 『透明な対象』"Transparent Things" (1972年)
  - 若島正・中田晶子訳、国書刊行会〈文学の冒険〉 2002年
- 『道化師をごらん!』"Look at the Harlequins" (1974年)
  - 筒井正明訳、立風書房 1980年
  - メドロック皆尾麻弥訳・後藤篤注『見てごらん道化師を!』 作品社 2016年
- 『ローラ』"The Original of Laura" （未完、1977年）
  - 若島正訳・解説 『ローラのオリジナル』 作品社 2011年

### 短編集
- 『チョールブの帰還』"Возврашение Чорба" (1929年) - 「バッハマン」など
- 『九つの物語』"Nine Stories" (1947年)
- 『フィアルタの春』"Весна в Фиальте и Другие рассказы" (1956年)
- 『ナボコフの一ダース』"Nabokov's Dozen" (1958年)
  - 中西秀男訳、サンリオSF文庫 1979年／ちくま文庫 1991年。グーテンベルク21（電子出版）2021年
- 『四重奏』"Nabokov's Quartet" (1966年)
  - 『四重奏・目』 小笠原豊樹訳 白水社 1968年、新装版1992年
- 『ロシア美人』"A Russian Beauty and Other Stories" (1973年)
  - 北山克彦訳、新潮社 1994年
- 『独裁者殺し』"Tyrants Destroyed and Other Stories" (1975年)
- 『ロシアに届かなかった手紙』"Details of a Sunset and Other Stories" (1976年)
  - 1920年代から30年代にかけてロシア語で発表されたものを、作者みずからが英語になおしたもの。
  - 加藤光也訳、集英社 1981年
- 『ナボコフ短篇全集』"The Stories of Vladimir Nabokov" (1995年)
  - 諫早勇一・貝澤哉・加藤光也・杉本一直・沼野充義・毛利公美・若島正訳

作品社 全2巻、2000-2001年／改訂版 全1巻、2011年

### 批評その他
- 『ニコライ・ゴーゴリ』"Nikolai Gogol" (1944年)
  - 青山太郎訳　紀伊国屋書店 1973年／平凡社ライブラリー 1996年
- 『記憶よ、語れ』"Conclusive Evidence: A Memoir" (1951年)
  - 大津栄一郎訳 『ナボコフ自伝 記憶よ、語れ』 晶文社 1979年
  - 若島正訳 『記憶よ、語れ　自伝再訪』 作品社 2015年。増補版による完訳
- 『ナボコフ＝ウィルソン往復書簡集』"The Nabokov–Wilson Letters" (1979年)
  - 中村紘一・若島正訳　作品社 2004年

エドマンド・ウィルソンとは親しかったが、ナボコフ英訳の『エヴゲーニイ・オネーギン』をウィルソンが批判したことで、長年の友情は崩壊した。
- 『ヨーロッパ文学講義』"Lectures on Literature"　(1980年)
  - 野島秀勝訳、TBSブリタニカ（のち阪急コミュニケーションズ） 1982年（新装復刊1992年）
    - 『ナボコフの文学講義』 河出文庫（上下） 2013年
- 『ロシア文学講義』"Lectures on Russian Literature" (1981年)
  - 小笠原豊樹訳、TBSブリタニカ 1982年（新装復刊1992年）
    - 『ナボコフのロシア文学講義』 河出文庫（上下） 2013年
- 『ナボコフのドン・キホーテ講義』"Lectures on Don Quixote" (1983年)
  - 行方昭夫・河島弘美訳、晶文社 1992年
- 『ナボコフ書簡集』"Selected Letters" (1989年)
  - 三宅昭良・江田孝臣訳、みすず書房（全2巻） 2000年
- 『ナボコフの塊 エッセイ集 1921-1975』
  - 秋草俊一郎編訳、作品社、2016年。全39編のエッセイ集成

### 戯曲
- 『ワルツの発明』"The Waltz Invention" (1938年)
  - 『コレクション（2） 戯曲 事件 ワルツの発明』沼野充義訳、新潮社、2018年2月

### 詩集
- 『詩集』"Стихи"（私家版、1916年）
- 『二つの道』"Альманах: Два пути" (1918年)
- 『房』"Гроздь" (1922年)
- 『天上界の道』"Возвращение Чорба" (1923年)
- 『詩集 1929-1951』"Стихотворения 1929-1951" (1952年)
- 『詩集』"Poems" (1959年)
- 『詩とチェスプロブレム』"Poems and Problems" (1971年)

### 翻訳
- ルイス・キャロル『不思議の国のアリス』(1923年) 英語→ロシア語
- 訳詩集『三人のロシア詩人たち』(1945年) ロシア語→英語
- レールモントフ『現代の英雄』(1958年) ロシア語→英語
- 『イーゴリ遠征記』(1960年) ロシア語→英語
- プーシキン『エヴゲーニイ・オネーギン』(1964年) ロシア語→英語
- 自著『ロリータ』英語→ロシア語

## 関連文献
- ブライアン・ボイド『ナボコフ伝』 諌早勇一訳、みすず書房（上・下）、2003年
- 富士川義之『ナボコフ万華鏡』 芳賀書店、2001年
- 若島正・沼野充義編『書きなおすナボコフ、読みなおすナボコフ』 研究社、2011年
- 秋草俊一郎『アメリカのナボコフ 塗りかえられた自画像』 慶應義塾大学出版会、2018年